# Hadena esopis
Hadena esopis är en fjärilsart som beskrevs av Druce. Hadena esopis ingår i släktet Hadena och familjen nattflyn. Inga underarter finns listade i Catalogue of Life.